# 파빌라
파빌라(Favila) 또는 파필라(Fafila)는 아스투리아스 왕국의 제2대 국왕이었다. 초대 국왕인 아버지 펠라기우스(펠라요)의 유일한 아들로서 그의 뒤를 이었다. 737년에 수도 캉가스 데 오니스(Cangas de Onís)에 산타크루스 성당을 지었다는 것 외에 치세의 알려진 업적은 없다. 그는 739년 사냥을 나섰다가 곰에게 살해당하였고, 그의 아내와 함께 산타크루스  데 캉가스 데 오니스성당에 묻혔다. 그의 왕위는 누이동생 에르메신다(Ermesinda)의 남편이던 처남 알폰소 1세(Alfonso I)가 이어받았다.